# Iablunivka, Malîn
Iablunivka (în ucraineană Яблунівка) este un sat în comuna Novi Vorobii din raionul Malîn, regiunea Jîtomîr, Ucraina.

## Demografie
Componența lingvistică a localității Iablunivka
     Ucraineană (98,7%)
     Rusă (1,3%)
Conform recensământului din 2001, majoritatea populației localității Iablunivka era vorbitoare de ucraineană (98,7%), existând în minoritate și vorbitori de rusă (1,3%).